# Sheppardia aequatorialis
El akelat ecuatorial (Sheppardia aequatorialis) es una especie de ave paseriforme de la familia Muscicapidae endémica de las montañas de la región de los Grandes Lagos de África.

## Taxonomía
El akelat ecuatorial fue descrito científicamente en 1906 por el ornitólogo inglés Frederick John Jackson.
Se reconocen dos subespecies:
- S. a. acholiensis - localizada en las montañas Imatong;
- S. a. aequatorialis - se encuentra en el extremo oriental de la República Democrática del Congo, el sur de Uganda, Ruanda, Burundi y el oeste de Kenia.